# Robur Ravenna
La Robur Ravenna è stata una società polisportiva di Ravenna. La sezione di pallavolo maschile ha vinto cinque scudetti. La sezione cestistica ha disputato diversi campionati nazionali.

## Storia della società
Il «Gruppo Sportivo Robur» nacque nel 1905 a Ravenna; l'attività sportiva si svolse all'interno del Ricreatorio Arcivescovile, in via Nino Bixio. Nel blasone figura una zampa di leone in campo bianco-azzurro. Nel 1946, sotto la presidenza di Bruno Benelli (poi sindaco di Ravenna), le sezioni pallavolo e pallacanestro furono affiliate alle rispettive federazioni nazionali.

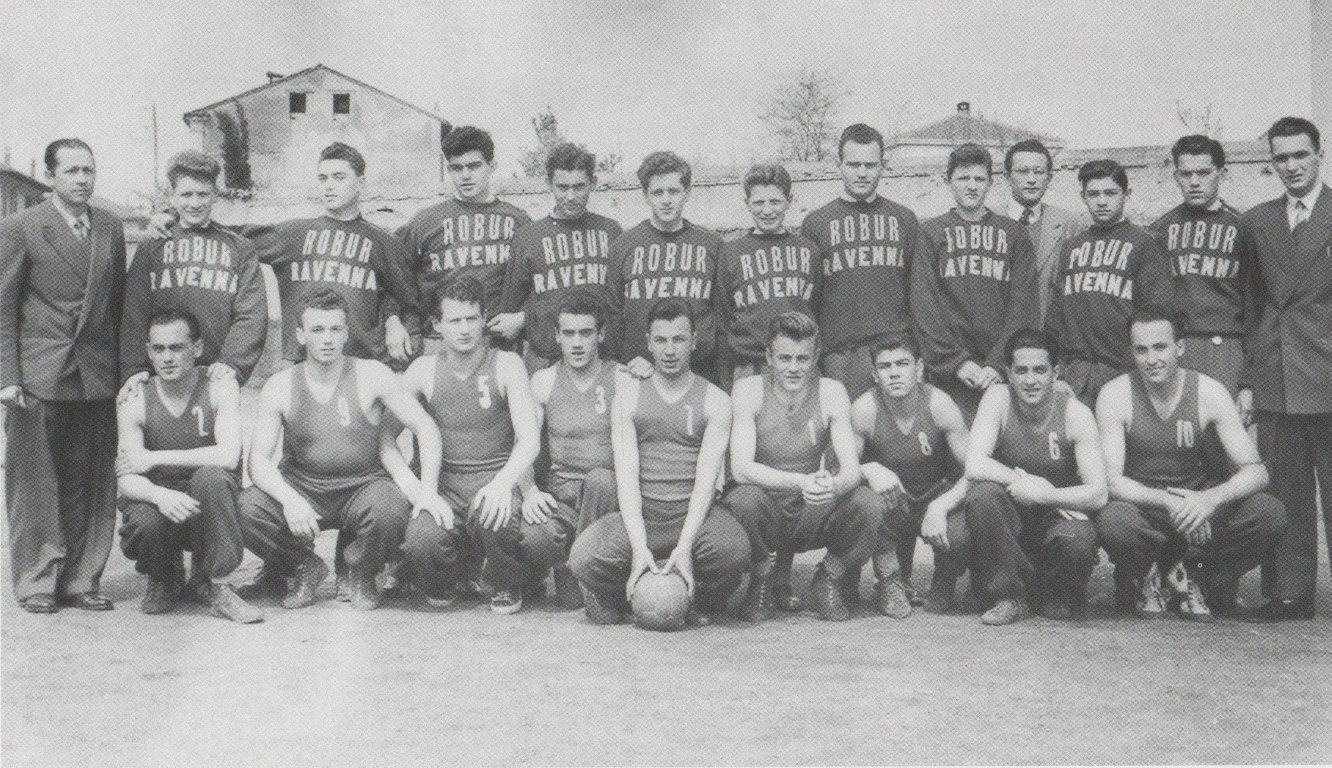
Robur Ravenna 1949/50: gli organici al completo di pallacanestro e pallavolo. Il quarto da sinistra in piedi è Raul Gardini.

Nel settembre 1953 la sezione di pallacanestro uscì dalla polisportiva per fondare la «Cestistica Ravenna». Un mese dopo la sezione pallavolo si sciolse. La società rimase inattiva per undici anni.
Nel 1963 fu rifondata la polisportiva: furono ricostituite sia la squadra di pallavolo che quella di pallacanestro. Per entrambe, però, la partecipazione fu avara di successi: la Robur pallavolo militò in Serie A senza grossi risultati. La Robur pallacanestro disputò alcuni campionati di Serie B, poi precipitò nei campionati regionali.
Nel 2006 la polisportiva ha cessato definitivamente di esistere.

## Le sezioni sportive

### Pallavolo
La sezione di pallavolo maschile prese parte, nel 1946, al primo campionato italiano, laureandosi Campione d'Italia. L'anno seguente il campionato fu disputato al Ricreatorio. Vinse ancora la Robur. Il club, dai colori sociali bianco e blu, cucì lo scudetto sulle proprie maglie anche per i due anni successivi (1948 e 1949) e nel 1952. La Robur organizzò anche l'edizione 1949. La squadra era allenata da Angelo Costa, che rimase per sette anni consecutivi alla sua guida, fino al 1953; i capitani degli scudetti furono: Orfeo Montanari (1946-1949) e Roberto Tazzari (1952). La Robur vinse due scudetti rimanendo imbattuta: quelli del 1949 (9 vittorie e 3 pareggi) e del 1952 (13 vittorie e 4 pareggi sulle 17 partite disputate). Agli Europei del 1948 i giocatori della Robur formarono l'ossatura della nazionale (sei ravennati in formazione) che vinse il Bronzo, con Angelo Costa allenatore.
Nel 1954 la Robur rinunciò alla partecipazione al campionato nazionale. Nei decenni successivi sviluppò la sola attività giovanile, collaborando strettamente con la squadra dei Vigili del Fuoco, la Casadio; nel 1964 vinse lo scudetto Juniores under 20. Nello stesso anno la Robur, allenata da Vittorio Bottacini (1941-2024), ottenne la promozione in Serie A nel torneo disputato a Bologna il 9 e 10 maggio. Il ritorno in Serie A della prima squadra, nelle stagioni 1964-65 e 1965-66, fu avaro di successi. L'unica soddisfazione fu vedere due giocatori (Bondi e Mattioli) venire convocati in nazionale. Al termine di quell'annata la società retrocesse in Serie B. Due anni dopo scese in C (1968). La dirigenza ritenne di lasciare liberi i giocatori della prima squadra e di portare avanti solo il settore giovanile. Nello stesso anno 1968, a suggello del glorioso passato, la Robur ricevette la Stella di bronzo al merito sportivo del CONI. La motivazione fu la seguente: per «distinzione di particolare riconoscimento quale benemerita della causa dello sport per lunghi anni servita ed onorata».
Negli anni settanta-ottanta-novanta l'attività venne svolta solo a livello giovanile.
Negli anni successivi al 2000 dopo il ridimensionamento dell'attività del Porto Ravenna Volley, la pallavolo a Ravenna ha rischiato di scomparire; nel 2006 la società, insieme all'A.S. Angelo Costa Ravenna, ha dato vita ad una nuova squadra chiamata Gruppo Sportivo Robur Angelo Costa: il Robur Ravenna ha cessato definitivamente di esistere.

#### Palmarès
- Campionato italiano: 5

1946, 1947, 1948, 1949, 1952

#### Cronistoria
- 5 scudetti: Paolo Borghi, Giuseppe Cavezzali e Roberto Gambi;
- 4 scudetti: Orfeo Montanari, Ermanno Baccarini, Paolo Fabbri, Adriano Lorenzetti e Roberto Tazzari;
- 3 scudetti: Mario Saragoni
- 2 scudetti: Marino Matteucci, Ermanno Mazzanti, Carlo Casadio, Silvano Mamini, Dante Mazzucca, Pasquale Mazzucca[10], Giuseppe Morigi.

#### Galleria d'immagini

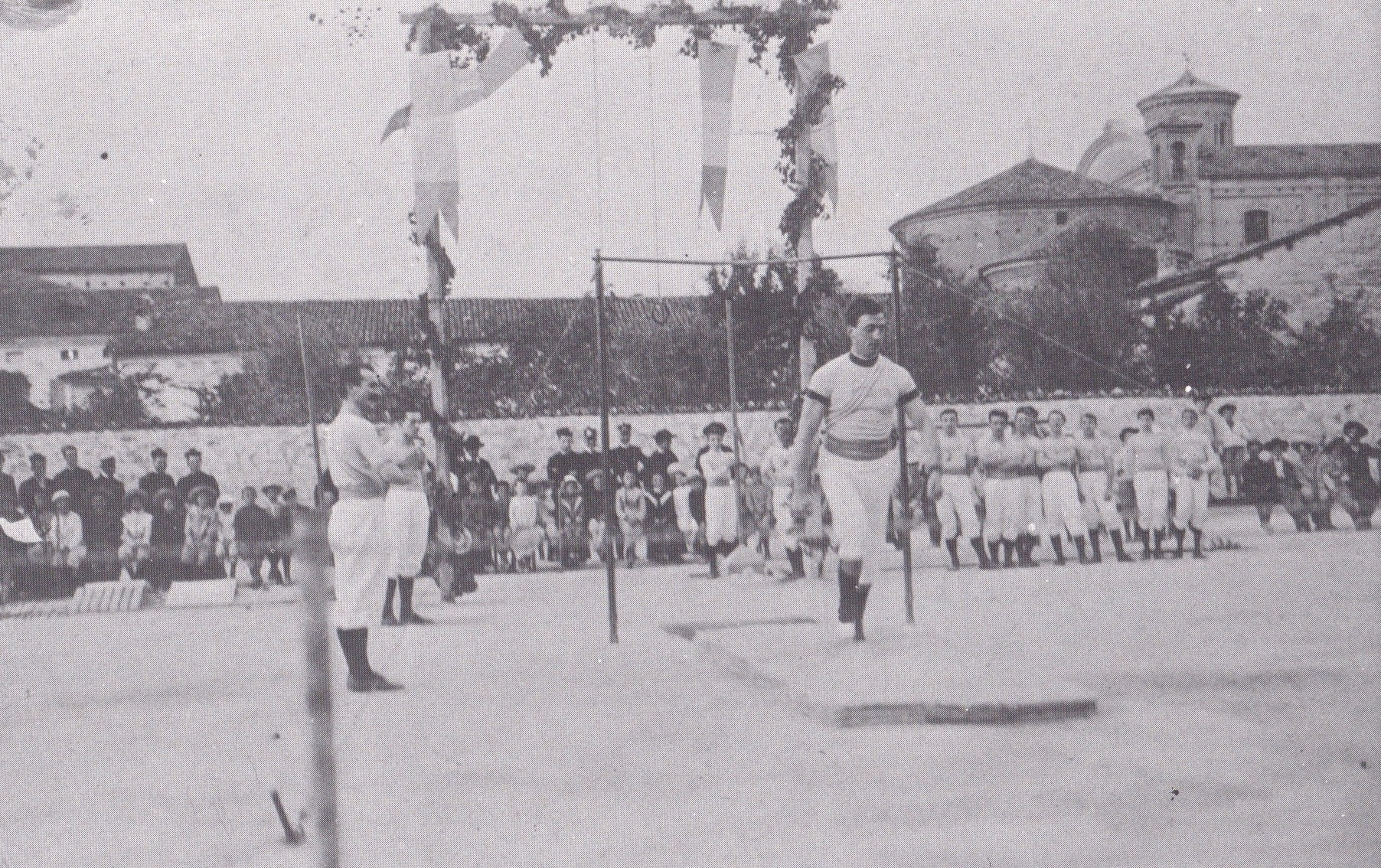
Nel cortile del Ricreatorio, in via Nino Bixio, si disputa una gara ginnica tra Robur e «Forti e Liberi» di Forlì. Il primo atleta a sinistra è il bertinorese Aldo Spallicci. Siamo nel 1905.
Un gruppo di giovani del Gruppo sportivo «Robur» ritratti davanti al Ricreatorio Arcivescovile nel 1939. Da sinistra: Bruno Benelli (poi sindaco di Ravenna), Mario Montanari (Martire per la libertà 1915-1944), Gaetano Ravaldini, Mario Pierpaoli, Orfeo Montanari e Giulio Scudellari.
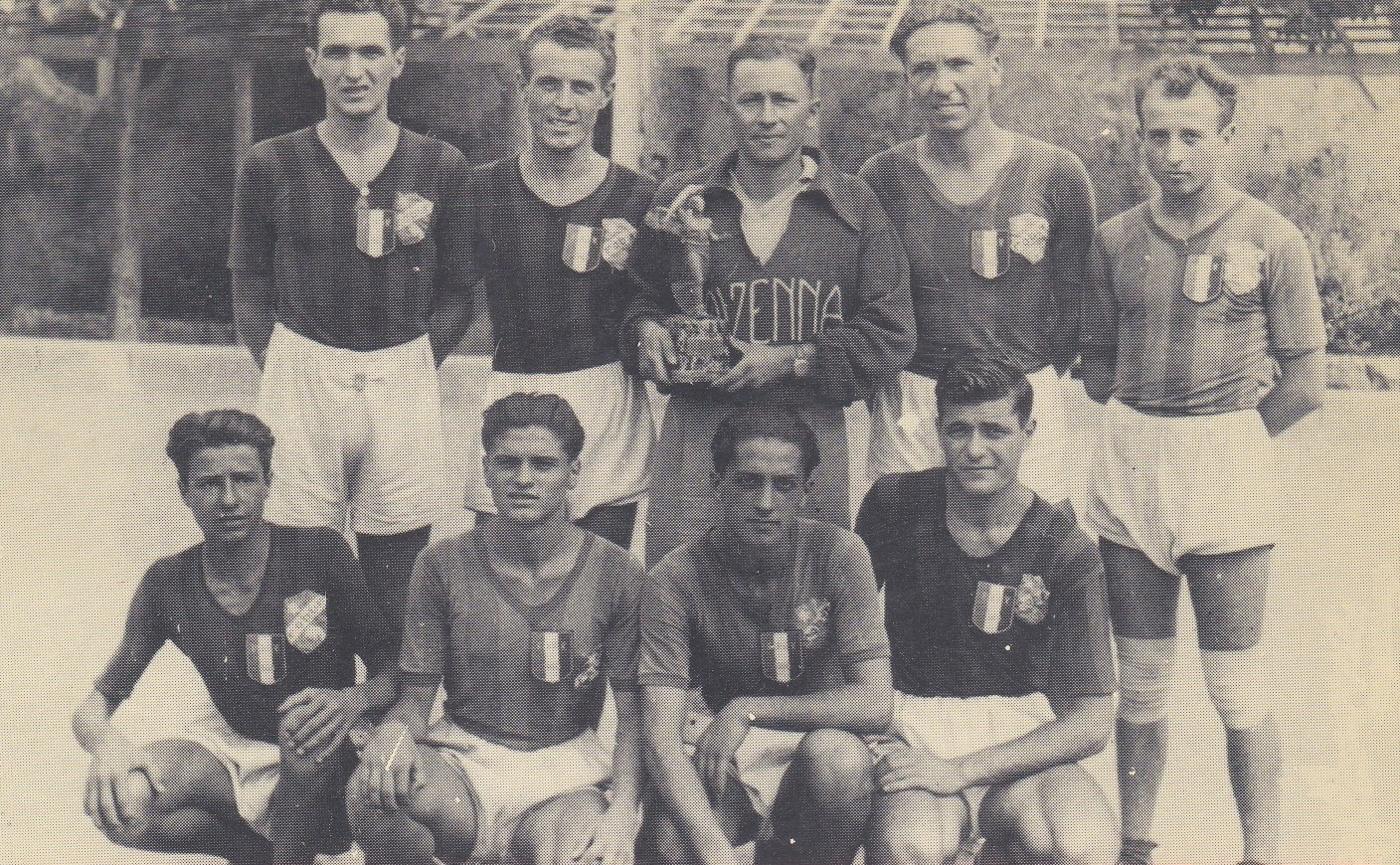
La squadra campione d'Italia 1946.
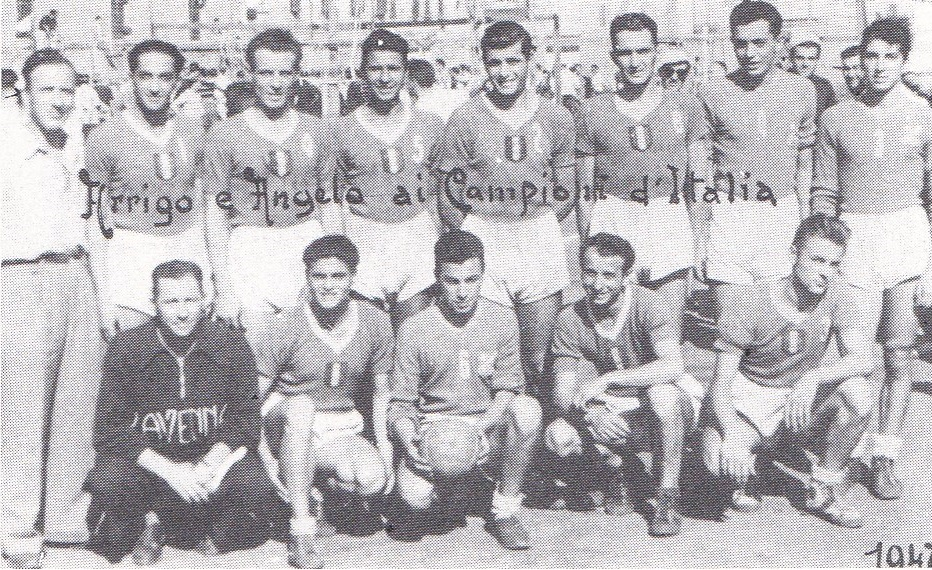
La squadra campione d'Italia 1947.
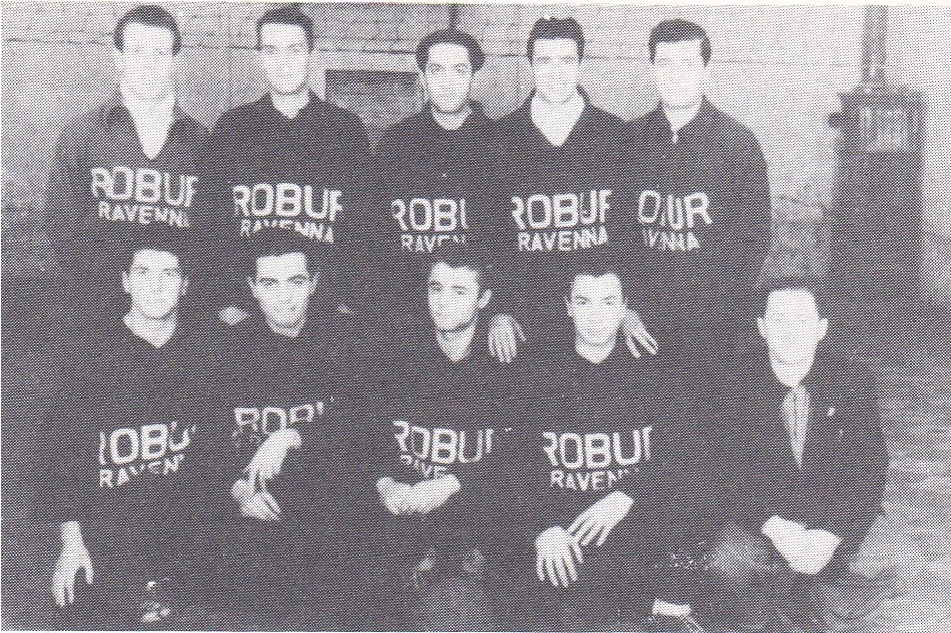
La squadra campione d'Italia 1948.
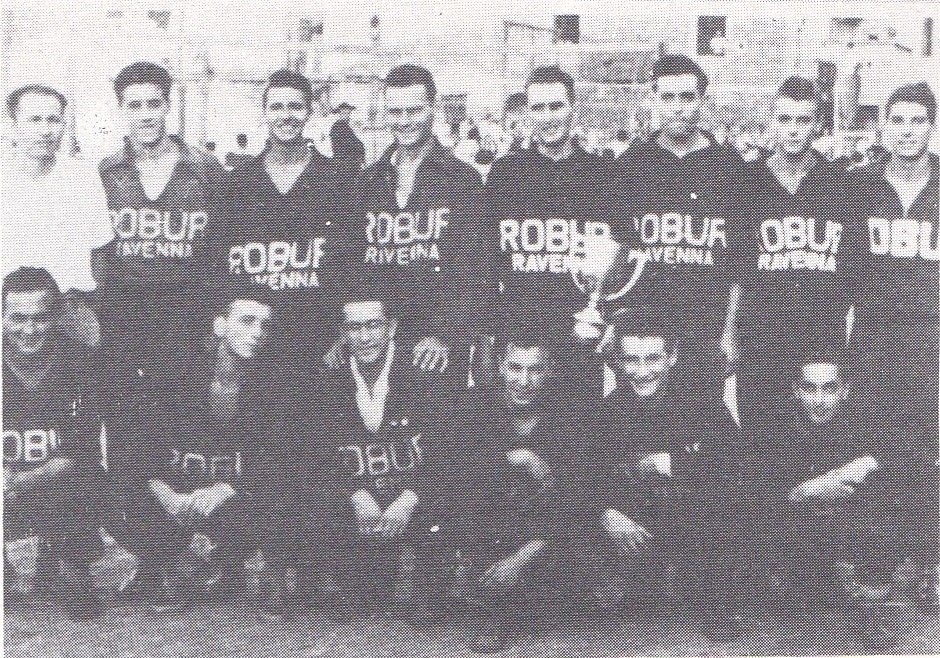
La squadra campione d'Italia 1949.
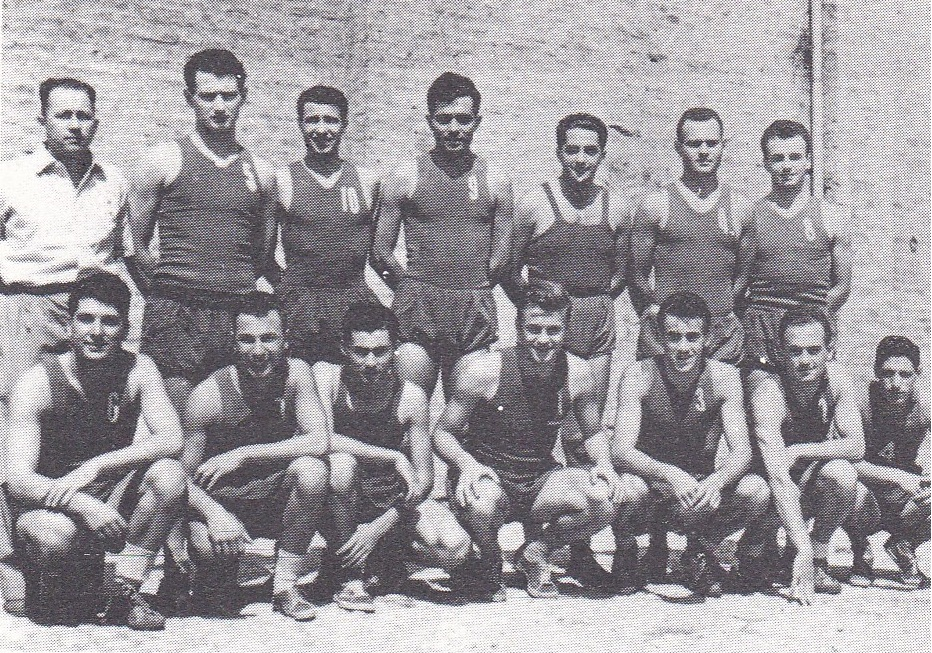
La squadra campione d'Italia 1952.

### Pallacanestro
Nel 1945 fu fondata la sezione pallacanestro della Robur. Venne designato come allenatore Mario (all'anagrafe Carlo Alberto) Lelli (1922-2015), già giocatore alla fine degli anni trenta. All'inizio della stagione 1946 avvenne la fusione con l'altra realtà cestistica cittadina, la Libertas. Nel 1947 la Robur disputò il campionato di Serie D. Nel 1948 fu ammessa alla prima edizione del Campionato nazionale di Serie C. 

Il campionato di pallavolo e quello di pallacanestro si giocavano in periodi diversi dell’anno: nei mesi caldi la prima e in quelli freddi la seconda. Fu così possibile per alcuni sportivi eclettici disputare entrambi gli sport. A Ravenna ciò riuscì particolarmente bene a Roberto Gambi (1930-2020) che, oltre a vincere più volte il titolo italiano nella pallavolo, giocò anche nella Robur pallacanestro. La sua stagione da protagonista fu quella 1949-50: la Robur fu promossa in Serie A e Gambi vinse il titolo di miglior realizzatore. Raggiunta la massima serie nel giro di due anni, la Robur disputò il campionato di Serie A 1950-1951. La retrocessione fu immediata (anche se avvenne all'ultima giornata) e nella stagione successiva la Robur, priva di Mario Lelli, ricominciò dalla Serie B. Nel settembre 1953 però la maggioranza dei giocatori Robur uscì e fondò la Cestistica Ravenna sponsorizzata Solgas. La Robur decise di sciogliere la sezione pallacanestro, anche se una squadra denominata «Robur Ravenna» s'iscrisse al campionato regionale di Promozione, che disputò fino alla stagione 1957-58.
La squadra rinacque nel 1964 come «Cestistica Robur Ravenna» dall'assorbimento della formazione cittadina che militava nella seconda serie della pallacanestro nazionale. Seguirono però una serie di annate sfortunate che portarono la Robur a disputare i campionati regionali.